# Sonnenfinsternis vom 26. Februar 2017
Die ringförmige Sonnenfinsternis vom 26. Februar 2017 war fast ausschließlich auf der Südhalbkugel zu beobachten. Chile, Argentinien, Angola und die Demokratische Republik Kongo lagen in der Zone ringförmiger Verfinsterung. Die Finsternis begann 3100 Kilometer westlich der chilenischen Küste im Pazifik, überstrich Südamerika, den südlichen Atlantik und endete im Südwesten Afrikas.
Zur Mitte der Finsternis bedeckte der Mond die Sonne zu mehr als 99 Prozent. Der verbliebene, schmale Sonnenring konnte dabei durch die Unebenheit der Mondlandschaft bereits in einzelne Fragmente zergliedert werden. Die Dauer der ringförmigen Phase während der größten Verfinsterung durch den Mond betrug auf der Zentrallinie 44 Sekunden. 
Bei ringförmigen Finsternissen, bei denen zum Zeitpunkt der größten Finsternis der Mond die Sonne fast bedeckt und deren maximale Dauer kleiner als 2 Minuten und 18 Sekunden ist, liegt die maximale Dauer der ringförmigen Phase allerdings nicht während des Zeitpunkts der größten Finsternis, sondern auf der Zentrallinie zu Beginn oder Ende Finsternis. Bei dieser Finsternis betrug so die maximale Dauer der ringförmigen Phase tatsächlich theoretisch 1 Minute und 22 Sekunden und lag ganz zu Beginn der Finsternis, sie nahm bis zum Zeitpunkt der größten Verfinsterung stetig ab, um danach wieder zuzunehmen.